# SAV Vacallo Basket 2009-2010
Questa voce raccoglie le informazioni riguardanti il SAV Vacallo Basket nelle competizioni ufficiali della stagione 2009-2010.

## Stagione
Nella stagione 2009-10 il SAV Vacallo Basket ha disputato la LNBA giungendo secondo in classifica, quindi è stato eliminato nella semifinale play-off dal Fribourg Olympic per 3-1.
In Coppa Svizzera la squadra perde la finale per 91-83 ai supplementari contro la Starwings Basilea.

## Roster
|    | Naz.                                     | Ruolo | Sportivo          | Anno | Alt. |  |  |
| -- | ---------------------------------------- | ----- | ----------------- | ---- | ---- |  |  |
| 4  | Croazia (bandiera)                       | G     | Slaven Smiljanić  | 1978 | 192  |  |  |
| 5  | Svizzera (bandiera)                      | G     | Davide Garruti    | 1989 | 189  |  |  |
| 6  | Svizzera (bandiera) · Messico (bandiera) | GA    | Manuel Raga       | 1973 | 200  |  |  |
| 7  | Stati Uniti (bandiera)                   | PG    | Rickey Gibson     | 1984 | 191  |  |  |
| 9  | Serbia (bandiera) · Svizzera (bandiera)  | G     | Dejan Luković     | 1985 | 191  |  |  |
| 10 | Serbia (bandiera) · Svizzera (bandiera)  | A     | Nikola Dačević    | 1979 | 205  |  |  |
| 11 | Stati Uniti (bandiera)                   | C     | Duane Erwin       | 1982 | 205  |  |  |
| 12 | Svizzera (bandiera)                      | C     | César Leuenberger | 1984 | 202  |  |  |
| 13 | Svizzera (bandiera)                      | P     | Alessandro Veglio | 1991 | 190  |  |  |
| 14 | Svizzera (bandiera)                      | PG    | Roberto Kovac     | 1990 | 182  |  |  |
| 15 | Serbia (bandiera)                        | AC    | Andrija Crnogorac | 1981 | 203  |  |  |
| 43 | Stati Uniti (bandiera)                   | A     | Matt Schneiderman | 1981 | 204  |  |  |